# Wahlenbergia polyclada
Wahlenbergia polyclada är en klockväxtart som beskrevs av A.Dc. Wahlenbergia polyclada ingår i släktet Wahlenbergia och familjen klockväxter. Inga underarter finns listade i Catalogue of Life.